# Вулиця Уманська (Львів)
Вулиця Уманська — вулиця у Шевченківському районі міста Львова, місцевість Замарстинів. Сполучає вулиці Замарстинівську та Хмільову. Прилучається вулиця Шполянська.

## Історія та забудова
Вулиця виникла на початку XX століття у складі села Замарстинів, первісно була частиною вулиці Ламаної. У 1936 році перейменована на вулицю Альберта Брата, на честь польського релігійного діяча (під час німецької окупації, з 1943 року по липень 1944 року — Альбертґассе). Сучасну назву, на честь міста Умань Черкаської області, вулиця отримала за радянських часів, у 1950 році.
Забудована одноповерховими будинками 1930-х років у стилі конструктивізм та одноповерховими садибами другої половини XX століття.